# I Love the World
I Love the World (рус. Люблю планету), также известна как I Love the Whole World — рекламная кампания, стартовавшая на телеканале Discovery в 2008 году как продвижение нового сезона на канале: «The World is Just… Awesome». В российском сегменте появилась в январе 2010 года в рамках сезона «Планета Земля». Песня, использовавшая в кампании, является переделкой традиционной дорожной песни скаутов I Love the Mountains или I Love the Flowers, мелодия которой, вероятно, сама переделана из мелодии Hoagy Carmichael’s 1938 «Heart & Soul» с особенно заметным хором «бумбияра, бумбияра».

## Персонажи и соответствие визуальным образам
Персонажи и видеоряд клипа соответствует ведущим и передачам Discovery Channel. Есть также несколько альтернативных версий роликов, где были заменены некоторые видео. В настоящее время существуют два варианта: первый ролик вышел в 2008 году под названием «Я люблю мир», а второй вышел в ноябре 2009 года под названием «The World Is Just Awesome»

### I Love the World (2008)
| Слова | Кадры                                                                                             |
| --- | ------------------------------------------------------------------------------------------------- |
| (Диалог) Астронавт 1: It never gets old, huh? Астронавт 2: Nope. Астронавт 1: It kinda makes you want to… Астронавт 2: Break into song? Астронавт 1: Yep. | Два астронавта в открытом космосе                                                                 |
| I love the mountains, I love the clear blue skies | Отражение планеты Земля от защитных забрал скафандров.                                            |
| I love big bridges | Вид на мост Виадук Мийо во Франции.                                                               |
| I love when great whites fly | Белая акула в надводном прыжке во время охоты. (Месяц акул)                                       |
| I love the whole world | Les Stroud с фотоаппаратом в пустыне. (Наука выживать)                                            |
| And all its sights and sounds | Вид на Гонконг при закате.                                                                        |
| Boom-de-ah-da, boom-de-ah-da (дважды) | Краболовный траулер (Смертельный улов)                                                            |
| Boom-de-ah-da, boom-de-ah-da (дважды) | Африканский ритуальный танец с одним туземцем на переднем плане. (Going Tribal/Last Man Standing) |
| I love the oceans | Сёрфер ловит волну.                                                                               |
| I love real dirty things | Mike Rowe в канализации с крысами. (Грязная работёнка)                                            |
| I love to go fast | Гонщик на машине по побитию наземных рекордов скорости.                                           |
| I love Egyptian kings | Учёный, изучающая мумию египетского фараона.                                                      |
| I love the whole world | Буддистский храм и идущие монахи; в альтернативной версии запуск шатла.                           |
| And all its craziness | Батискаф под управлением Джеймса Кэмерона и изучаемый им осьминог.                                |
| Boom-de-ah-da, boom-de-ah-da (дважды) | Концерт Dilated Peoples                                                                           |
| Boom-de-ah-da, boom-de-ah-da (дважды) | Richard Machowicz стреляющий из гранатомёта Milkor MGL. (Оружие будущего)                         |
| Boom-de-ah-da, boom-de-ah-da (дважды) | Попадание в здание-полигон гранатой Мачовича; в альтернативной версии — извержение вулкана.       |
| I love tornadoes | Josh Bernstein, стоящий на фоне торнадо. (Охотники за ураганом)                                   |
| I love arachnids | Беар Гриллс, исследующий тарантула. (Выжить любой ценой)                                          |
| I love hot magma | Человек в огнезащитном костюме между потоками лавы.                                               |
| I love the giant squids | перуанско-чилийский гигантский кальмар                                                            |
| I love the whole world It’s such a brilliant place | Люди на берегу моря смотрят салют.                                                                |
| Boom-de-ah-da, boom-de-ah-da (повторяется до конца клипа)                                                                                                 | Адам Севидж поджигает левую руку Джейми Хайнемана. (Разрушители легенд)                           |
| Boom-de-ah-da, boom-de-ah-da (повторяется до конца клипа)                                                                                                 | Стивен Уильям Хокинг в лектории (говорящий через свой синтезатор речи).                           |
| Boom-de-ah-da, boom-de-ah-da (повторяется до конца клипа)                                                                                                 | Парашютист в бреющем полёте в пещеру ласточек. (Планета Земля).                                   |
| Boom-de-ah-da, boom-de-ah-da (повторяется до конца клипа)                                                                                                 | Два парящих в космосе астронавта.                                                                 |
| Boom-de-ah-da, boom-de-ah-da (повторяется до конца клипа)                                                                                                 | «The World is Just Awesome» появляется на экране, а затем — логотип Discovery Channel.            |

### Русская версия (2010)
| Слова | Кадры                                                                                             |
| --- | ------------------------------------------------------------------------------------------------- |
| (Диалог) Астронавт 1: Она не стареет, правда? Астронавт 2: Ага. Астронавт 1: Это просто песня какая-то… Астронавт 2: Ага… | Два астронавта в открытом космосе                                                                 |
| Люблю я горы, люблю я небосвод.                                                                                           | Отражение планеты Земля от защитных забрал скафандров.                                            |
| Люблю просторы | Вид на мост Виадук Мийо во Франции.                                                               |
| И над водой полёт. | Большая белая акула в надводном прыжке во время охоты. (Месяц акул)                               |
| Люблю планету | Les Stroud с фотоаппаратом в пустыне. (Наука выживать)                                            |
| И всё, что есть на ней.                                                                                                   | Вид на Гонконг при закате.                                                                        |
| Boom-de-ah-da, boom-de-ah-da (дважды)                                                                                     | Краболовный траулер. (Смертельный улов)                                                           |
| Boom-de-ah-da, boom-de-ah-da (дважды)                                                                                     | Африканский ритуальный танец с одним туземцем на переднем плане. (Going Tribal/Last Man Standing) |
| Люблю я море, | Сёрфер ловит волну.                                                                               |
| А я — что погрязней. | Mike Rowe в канализации с крысами (Грязная работёнка)                                             |
| Люблю я скорость. | Гонщик на машине по побитию наземных рекордов скорости.                                           |
| Я — мумии царей. | Учёный, изучающая мумию египетского фараона.                                                      |
| Люблю планету | Буддистский храм с идущими монахами.                                                              |
| Такой, какая есть. | Батискаф под управлением Джеймса Кэмерона и изучаемый им осьминог.                                |
| Boom-de-ah-da, boom-de-ah-da (дважды)                                                                                     | Концерт Dilated Peoples                                                                           |
| Boom-de-ah-da, boom-de-ah-da (дважды)                                                                                     | Richard Machowicz, стреляющий из гранатомёта Milkor MGL. (Оружие будущего)                        |
| Boom-de-ah-da, boom-de-ah-da (дважды)                                                                                     | Попадание в здание-полигон гранатой Мачовича.                                                     |
| Люблю торнадо! | Josh Bernstein, стоящий на фоне торнадо. (Охотники за ураганом)                                   |
| И всяких паучков. | Беар Гриллс, исследующий тарантула. (Выжить любой ценой)                                          |
| Люблю я магму, | Человек в огнезащитном костюме между потоками лавы.                                               |
| Кальмаров и китов. | перуанско-чилийский гигантский кальмар                                                            |
| Люблю планету: она прекрасна так!                                                                                         | Люди на берегу моря смотрят салют.                                                                |
| Boom-de-ah-da, boom-de-ah-da (повторяется до конца клипа)                                                                 | Адам Севидж поджигает левую руку Джейми Хайнемана. (Разрушители легенд)                           |
| Boom-de-ah-da, boom-de-ah-da (повторяется до конца клипа)                                                                 | Стивен Уильям Хокинг в лектории (говорящий через свой синтезатор речи).                           |
| Boom-de-ah-da, boom-de-ah-da (повторяется до конца клипа)                                                                 | Парашютист в бреющем полёте в пещеру ласточек. (Планета Земля).                                   |
| Boom-de-ah-da, boom-de-ah-da (повторяется до конца клипа)                                                                 | Два парящих в космосе астронавта, затем — логотип Discovery Channel.                              |

## Создатели
- Client: Discovery Channel
- Agency: 72andSunny
- Creative Director: Glenn Cole
- CD/Designer: Bryan Rowles
- CD/Copywriter: Jason Norcross
- Agency Executive Producer: Sam Baerwald
- Agency Producer: Angelo Ferrugia
- Production Company: Outsider
- Director: James Rouse
- Director of Photography: Max Goldman
- Producer: Jeremy Barrett
- Editorial Company: Mad River Post
- Editor: Lucas Eskin
- Producer (Editorial): Ann Kirk
- Telecine: Company 3
- Colorist: Stefan Sonnenfeld
- VFX: Method
- VFX/Online Artist: Alex Kolansinski
- VFX Producer: Helena Lee
- Music: Beacon Street Studios
- Composer: Brian Chapman
- Producer (Music): Adrea Lavezzoli
- Sound Design: Lime Studios
- Mixer: Loren Silber

Источники: 

## Награды
- Серебряная медаль в 2008 London International Awards в категории «Media Promotion»[5].